# Hejőkeresztúr vasútállomás
Hejőkeresztúr vasútállomás egy Borsod-Abaúj-Zemplén vármegyei vasútállomás, Hejőkeresztúr településen, a MÁV üzemeltetésében. A belterület nyugati szélén helyezkedik el, nem messze a 3308-as út vasúti keresztezésétől, de közúti megközelítését csak önkormányzati utak biztosítják.

## Vasútvonalak
Az állomást az alábbi vasútvonalak érintik:
- Mezőcsát–Hejőkeresztúr-vasútvonal
- Nyékládháza–Tiszaújváros-vasútvonal

## Kapcsolódó állomások
A vasútállomáshoz az alábbi állomások vannak a legközelebb:
- Hejőszalonta megállóhely (Mezőcsát vasútállomás, Mezőcsát–Hejőkeresztúr-vasútvonal)
- Nyékládháza vasútállomás (Nyékládháza–Tiszaújváros-vasútvonal)
- Nagycsécs megállóhely (Nyékládháza–Tiszaújváros-vasútvonal)

## Forgalom
| Járat        | Útvonal                                                                  | Gyakoriság |
| ------------ | ------------------------------------------------------------------------ | ---------- |
| személyvonat | Tiszaújváros – Sajószöged – Hejőkeresztúr – Nyékládháza                  | Napi 1 pár |
| személyvonat | Tiszaújváros – Sajószöged – Hejőkeresztúr – Nyékládháza – Miskolc-Tiszai | Napi 9 pár |